# 宇治田原町立維孝館中学校
宇治田原町立維孝館中学校（うじたわらちょうりつ いこうかんちゅうがっこう）は、京都府綴喜郡宇治田原町に所在する公立中学校。

## 概要
町内唯一の中学校である。昭和22年4月30日に創立された。「知・徳・体の調和がとれ自・和を大切にした体系的な教育をすすめ、家庭・地域と協働する学校づくり」を学校経営方針(中期経営目標)の柱としている。
校名の由来は、宇治田原町立田原小学校の創立時の校名である維孝館荒木小学校から受け継いだものである。維孝館荒木小学校の校名は、1873年9月29日の開校式にて、京都の典事兼学監の広瀬範治から、詩と「維孝館」の額を授与したことに由来する。

## 沿革

### 略歴
宇治田原町立維孝館中学校は、1947年綴喜郡宇治田原村と原村との学校組合立として開校した。

### 年表
- 1947年4月30日 - 綴喜郡宇治田原村原村学校組合立として創立
- 1956年9月30日 - 宇治田原町発足により宇治田原町立維孝館中学校と改称
- 1957年4月7日 -  創立10周年記念式典 校歌制定
- 1973年11月29日 - 学校保健体育研究により全国表彰
- 1977年11月1日 - 創立30周年記念式典 同窓会結成
- 1979年11月21日 - 育友会文部大臣表彰
- 1985年8月11日 - 京都府吹奏楽コンクール金賞受賞
- 1986年
  - 8月3日 - 京都府吹奏楽コンクール金賞受賞
  - 8月8日 - 全京都ソフトボール大会優勝
  - 12月14日 - 近畿駅伝大会男女出場
- 1987年
  - 11月15日 - 府駅伝大会男子優勝
  - 12月13日 - 近畿駅伝大会男女出場
- 1988年12月 - 近畿駅伝大会男女出場
- 1989年8月8日 - 府吹奏楽コンクール金賞受賞
- 1996年2月5日 - 町内職場体験学習開始
- 2017年4月1日 - 小中一貫教育 学園愛称を「維孝館学園」とする

## 教育方針

### 学校教育目標
- 夢に向かって自ら学ぶ人
- 人とのつながり（ 絆 ）を大切にする人
- 誇りを持ってふるさとを語れる人

## 学校行事
- 4月 始業式・入学式
- 5月
- 6月
- 7月 終業式
- 8月
- 9月 始業式、体育祭
- 10月 文化祭
- 11月
- 12月 終業式
- 1月 始業式
- 2月
- 3月 卒業式・終業式

## 生徒会活動・部活動など

### 運動部
- テニス（男子）
- テニス（女子）
- 陸上競技
- 駅伝部
- バスケットボール（男子）
- バスケットボール（女子）
- バレーボール（男子）
- バレーボール（女子）

### 文化部
- 吹奏楽
- 美術

## 通学区域
- 宇治田原町全域[4]

## 進学前小学校
- 宇治田原町立田原小学校
- 宇治田原町立宇治田原小学校

上記2校とは、「維孝館学園」として小中一貫教育を実施している

## 交通
- 京都京阪バス「維中前」「宇治田原工業団地」「緑苑坂」行き 維中前バス停下車

## 通学区域が隣接している学校
- 相楽東部広域連合立和束中学校
- 井手町立泉ヶ丘中学校
- 城陽市立南城陽中学校
- 城陽市立城陽中学校
- 宇治市立宇治中学校
- 宇治市立東宇治中学校
- 宇治市立木幡中学校
- （滋賀県）大津市立南郷中学校
- （滋賀県）甲賀市立信楽中学校